# 城东街道 (乐清市)
城东街道是中华人民共和国浙江省温州市乐清市下辖的一个街道办事处。

## 行政区划
城东街道下辖以下村级行政区划单位：
旭阳社区、珠垟村、黄良村、上叶村、包山村、天场村、龙山头村、梅湾村、北沙角村、土墩塘村、新塘村、牛鼻洞村、石龙村、云岭村、新下塘村、蛎灰窑村、半沙村、坝头村、后所村、白沙村和东山南村。